# Pilars de la Creació
Els Pilars de la Creació és una fotografia presa pel Telescopi espacial Hubble de trompes d'elefant de gas interestel·lar i pols situats en la Nebulosa de l'Àliga, a uns 6.500-7.000 anys llum de la Terra. Són anomenats així perquè el gas i la pols es troben en procés de creació de noves estrelles, alhora que també són erosionats per la llum de les estrelles properes que s'han format recentment. Presa l'1 d'abril de 1995, va ser escollida una de les deu millors fotografies del Hubble per Space.com Els astrònoms responsables de la foto foren Jeff Hester i Paul Scowen, tots dos de la Universitat Estatal d'Arizona. El 2011, la regió va ser fotografiat de nou per l'Observatori Espacial Herschel de l'Agència Espacial Europea.

## La fotografia
La fotografia original dels Pilars de la Creació presa pel Hubble el 1995, està composta per 32 imatges diferents fetes per quatre càmeres separades de la càmera planetària i de gran angular 2 del telescopi. La fotografia es va fer amb llum emesa pels diferents elements del núvol de pols i apareixen amb diferents colors en la composició final: verd per a l'hidrogen, vermell per al sofre ionitzat i blau per als àtoms d'oxigen doble ionitzats.
La part que falta de la imatge, «en forma d' esglaons d'escala», a la part superior dreta, te a veure amb el fet que la càmera del quadrant superior dret té una vista ampliada; quan les seves imatges s'escalen perquè coincideixi amb les altres imatges de les tres altres càmeres, és inevitable un buit en la resta d'aquest quadrant. Aquest efecte també es dona en les imatges de les altres quatre càmeres del Hubble, i es pot visualitzar en qualsevol cantonada en funció de com s'ha reorientat la imatge per a la seva publicació.

## Composició
Els pilars estan compostos d'hidrogen molecular fred i pols, sotmesos a una l'erosió per fotoevaporació de la llum ultraviolada de les estrelles calentes i relativament properes. El pilar de l'esquerra és d'uns quatre anys llum de longitud. Les protuberàncies en forma de dits de la part superior dels núvols són més grans que el nostre sistema solar, i es fan visibles per les ombres dels glòbuls gasossos en evaporació (EGGs), que protegeixen el gas darrere d'ells de l'intens flux UV. Els EGGs són, tanmateix, incubadors de noves estrelles; les estrelles emergeixen d'ells, i tot seguit s'evaporen.

## Destrucció teoritzada
Les imatges preses amb el telescopi espacial Spitzer van descobrir un núvol de pols calenta a les proximitats dels Pilars de la Creació que es va interpretar com una ona de xoc produïda per una supernova. L'aparició del núvol suggereix que una supernova l'hauria destruït fa 6000 anys. Donada la distància d'aproximadament 7000 anys llum als Pilars de la Creació, això significaria que en realitat ja han estat destruïts, però a causa de la velocitat finita de la llum, aquesta destrucció no és visible encara a la Terra. No obstant, aquesta interpretació de la pols calenta ha estat qüestionada per astrònoms no involucrats en les observacions del Spitzer, i d'entre ells un en particular argumenta que una supernova hauria d'haver produït una ona de ràdio i de raigs X molt més forts que els observats i que, a més a més, els vents de les estrelles massives podrien haver escalfat la pols. Si aquest fos el cas, els Pilars de la Creació es sotmetrien a una erosió més gradual.

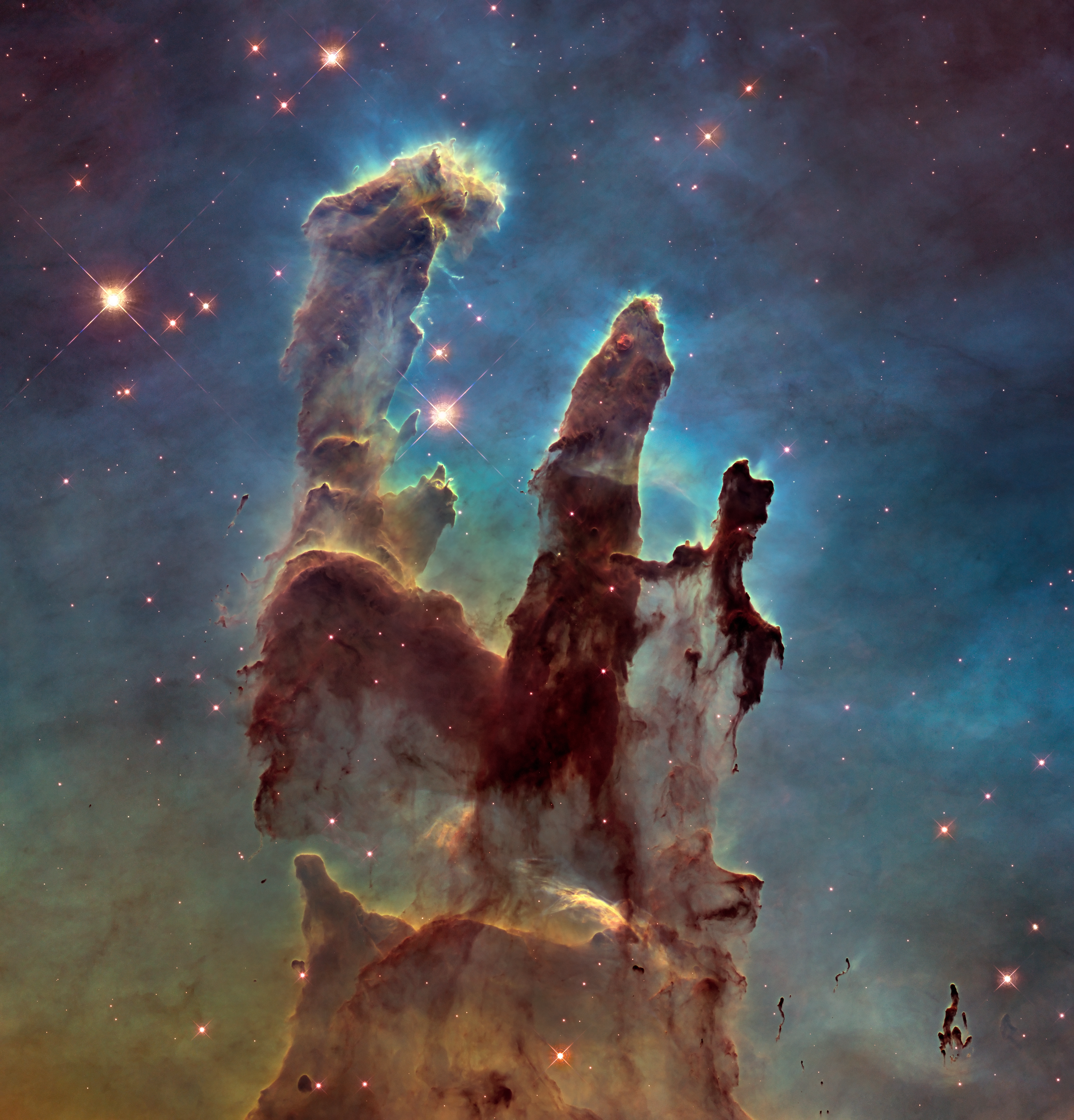
Imatge dels Pilars de la Creació, presa pel telescopi espacial Hubble el 2014, amb major resolució, com a homenatge a la fotografia original